# Advanced Graphics Riser
AGR (ang. Advanced Graphics Riser) – slot na płycie głównej komputera, do którego podłączana jest karta graficzna. Powstał on z niejako z połączenia dwóch portów PCI, wygląda jak port AGP i obsługuje karty grafiki ze złączem AGP x4 i x8, ale jego przepustowość jest porównywalna do portu AGPx1.
Port AGR występuje np. na płycie głównej MSI K8N Neo3-F.